# Raulín Rosendo
Raulín Rosendo (* 30. August 1957 in Santo Domingo) ist ein dominikanischer Salsasänger.
Rosendo begann seine professionelle Laufbahn zwölfjährig als Mitglied der Merenguegruppe El Chivo y Su Banda. Er arbeitete dann u. a. mit Fernandito Villalona, dem Conjunto Clásico und Los Vecinos zusammen. Sein Debüt als Solist hatte er 1991 mit Salsa, Solamente Salsa. Mit dem Produzenten Ricky Gonzalez nahm er 1993 in New York die Hits Amor en Secreto und Santo Domingo auf. Mit den folgenden in New York entstandenen Alben etablierte er sich als einer der bedeutenden Salsainterpreten dieser Periode.

## Diskographie
- ¡Lo Maximo!
- Dominicano Para El Mundo, 1996
- ¡Contrólate!, 1997
- Llego la Ley. 1998
- Me Coja la Noche, 1999
- Raulin en Venezuela, 2001
- Fama Es Peligrosa, 2003
- Mujer Como Tu, 2005
- Dame Otra Oportunidad, 2006